# Сутормина
Сутормина — деревня в Туринском городском округе Свердловской области, России.

## Географическое положение
Деревня Сутормина муниципального образования «Туринского городского округа» расположен в 7 километрах к востоку-югу-востоку от города Туринска (по автотрассе — 11 километров), на левом берегу реки Тура.

## Население
| 2002 | 2010 | 2021 |
| ---- | ---- | ---- |
| 38   | ↘28  | ↘15  |